# Northrop Grumman X-47B
Northrop Grumman X-47B UCAS-D (UCAS-D – Unmanned Combat Air System Demonstrator) je demonstrátor bezpilotního bojového letadla, které je určeno pro operace z palub letadlových lodí. Bezocasý stealth letoun přibližně o velikosti stíhacího letadla byl navržen společností Northrop Grumman pro program Joint Unmanned Combat Air Systems (J-UCAS). K výrobě dvou letounů došlo, ale až na základě smlouvy s Naval Air Systems Command, která byla uzavřena v srpnu roku 2007.
Na rozdíl od mnoha jiných dronů, není letoun po celou dobu aktivně řízen operátorem, ale je řízen autonomně s občasnými zásahy operátora, který letounu zasílá instrukce.
Letouny X-47B získaly prvenství v prvním startu bezpilotního proudového letadla pomocí leteckého katapultu, přistál také jako první bezpilotní letoun na palubě letadlové lodi s využitím systému brzdících lan a také jako první autonomní letoun úspěšně doplnil palivo ve vzduchu.
Bezpilotní letoun operoval z palub letadlových lodí USS Harry S. Truman (CVN-75), USS George H. W. Bush (CVN-77) a USS Theodore Roosevelt (CVN-71).

## Konstrukce
Letoun X-47B je bezocasý letoun, který je přibližně stejně velký jako soudobé stihací letouny, který byl navržen s ohledem na obtížnou zjistitelnost. X-47B je konstruován jako letoun s hybridním křídlem tzv. Blended-Wing-Body (BWB). Tato koncepce letounu znamená, že trup letounu přechází plynule v křídlo, které má tlustší profil. To přispívá k tomu, že letoun má větší klouzavost oproti letadlu s křídlem o menším profilu. Zároveň tato konstrukce poskytuje více vnitřního prostoru. Díky této konstrukci je také letoun řazen do samokřídel.
Vstup vzduchu pro motor Pratt & Whitney F100-PW-220U je umístěn na horní straně letounu. Motor a vyústění spalin od motoru bylo navrženo společností Pratt & Whitney. Pro stavbu letounů byly použity kompozitní materiály. Při návrhu letounu bylo přihlédnuto k tomu, že typ X-47B měl být provozován ve vysoce korozivním prostředí na palubě letadlové lodi. Letoun tak může startovat pomocí katapultu a  zkrátit přistání na letadlové lodi mu umožňuje přistávací hák. Pro úsporu místa na palubě lodi má také sklopné konce křídel.
Navigační systém letadla, které může létat autonomně využívá jak data z GPS, tak obrazová data. Pro navigaci letounu byl použit redundantní systém složený ze tří počítačů.
Přestože je letoun autonomní, je jeho pohyb na palubě řízen operátorem vybaveným dálkovým ovládáním.
Letouny X-47B jsou vybaveny elektrooptickými systémy, infračervenými senzory, radarem se syntetickou aperturou (SAR), indikátory pohybujcích se pozemních a námořních cílů a podpůrnou elektronickou měřící jednotkou. Letoun byl také vybaven systémem pro doplňování paliva ve vzduchu.

## Vznik a vývoj

X-47B zachycený se složenými křídly

Společnost Northrop Grumman navázala letounem X-47B na demonstrátor X-47A. X-47A původně vznikl jako soukromá iniciativa společnosti Northrop Grumman, posléze se na jeho vývoji finančně podílelo americké námořnictvo a DARPA, které vyhlásily program Naval Unmanned Combat Aerial Vehicle (UCAS-N). Demonstrátor X-47A se spolu s konkurenčním letounem Boeing X-45 účastnil ještě společného programu USAF a US Navy Joint Unmanned Combat Air Systems (J-UCAS), který byl roku 2006 ukončen ministerstvem obrany. X-47B přitom začal vznikat jako součást programu J-UCAS, již v roce 2004 testovala společnost Northrop Grumman modely budoucího X-47B v aerodynamickém tunelu v kalifornském Hawthorne. V rámci J-UCAS mělo dojít ke stavbě tří letounů X-47B. Konec programu J-UCAS, ale tyto plány zmařil.
Námořnictvo však i nadále chtělo získat bezpilotní bojové letadlo. Došlo ke vzniku programu UCAS-D. Kontrakt na realizaci v hodnotě 635 miliónů USD vyhrála společnost Northrop Grumman. V tomto programu, tak mohl nadále probíhat vývoj letounu X-47B. 
V dubnu roku 2007 byla konstrukce X-47B z poloviny hotová a již v listopadu byla dokončená. Ve stejné době začala také instalace subsystémů a zkoušky letounu.
Prototyp X-47B sjel z výrobního zařízení Air Force Plant 42 v kalifornském Palmdale 16. prosince 2008, kdy byl také hotový letoun představen veřejnosti. V červenci roku 2009 byly úspěšně dokončeny statické a dynamické testy, které prověřily konstrukci letounu s číslem 168063. K prvnímu letu mělo dojít v listopadu roku 2009, ale projekt nabral zpoždění. 29. prosince téhož roku došlo k vlečným pojížděcím testům letounu. Následující měsíc pak došlo k prvnímu pohybu letounu vlastní silou při pojíždění letadla.

### Zkoušky letounu

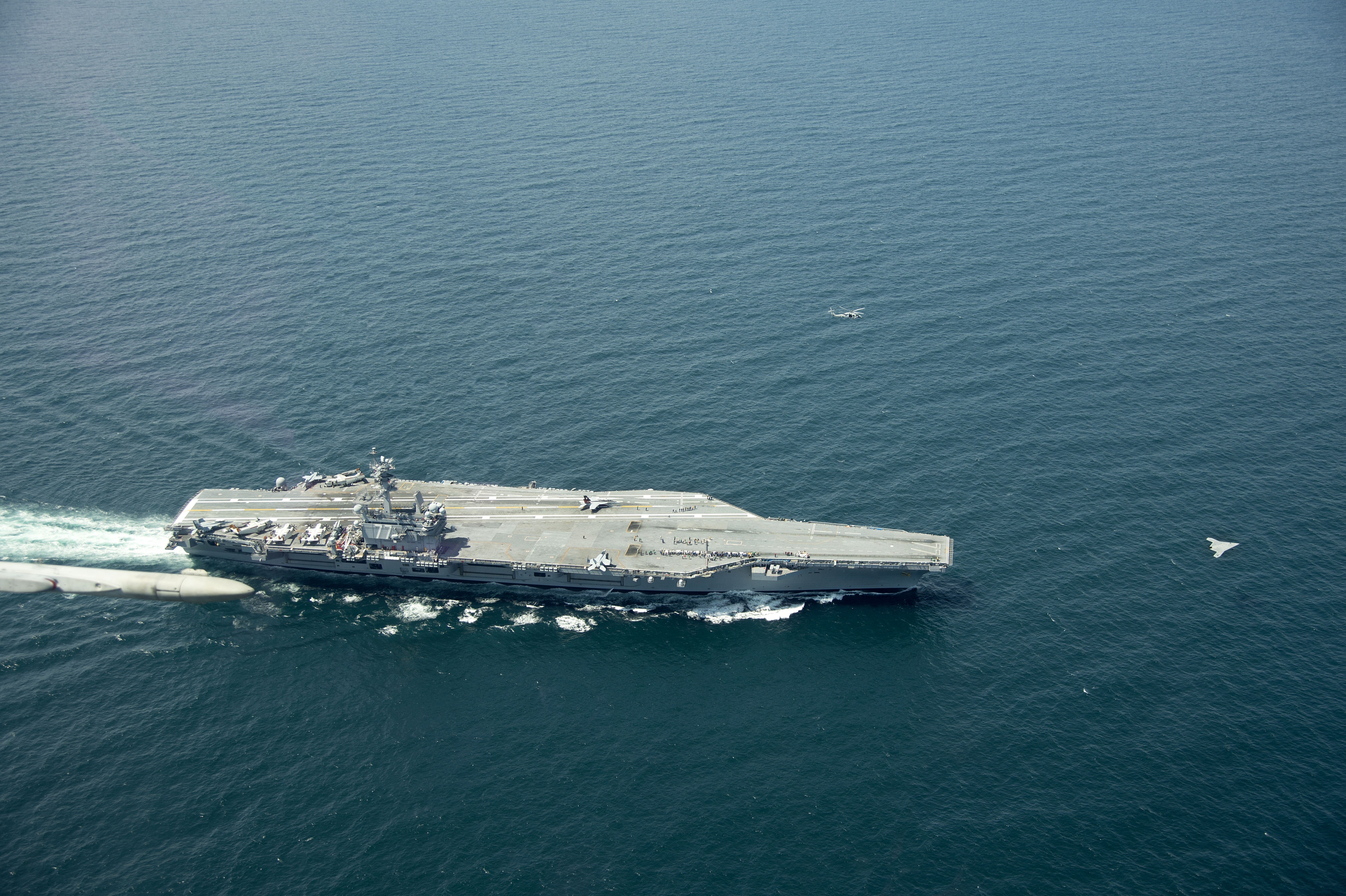
Demonstrátor X-47B US Navy vzlétající 14. května 2013 z paluby letadlové lodě USS George H. W. Bush (CVN-77)

K prvnímu vzletu letounu X-47B (AV-1) došlo 4. února 2011 z letecké základny v Edwards.
Druhý vyrobený letoun AV-2 absolvoval svůj první let 22. listopadu 2011 při němž vystoupil do výšky 1 524 m (5 000 ft), obkroužil několikrát leteckou základnu v Edwards a přistál. První start pomocí katapultu absolvoval z pobřežního zařízení na základně Naval Air Station Patuxent River v listopadu roku 2012. 
V listopadu 2012 byl X-47B naložen na palubu USS Harry S. Truman (CVN-75)  v přístavu Norfolk, kde měly po dobu tří týdnů probíhat testy integrace bezpilotního letounu pro provoz na palubě lodi. Zkoušky byly zaměřeny na pohyb po letové palubě. Letoun při testech musel prokázat ovladatelnost při vlečení za palubním tahačem, nebo při použití ručního dálkového ovládání. Vyzkoušelo se také ovládání motoru v prostředí se zvýšeným elektromagnetickým rušením. Po uskutečněních těchto zkoušek byl letoun v prosinci vrácen na námořní leteckou základnu Patuxent River.
K prvnímu přistání s využitím přistávacího háku došlo 4. května 2013. 14. května téhož roku se podařil první vzlet bezpilotního letadla z letadlové lodi USS George Bush pomocí leteckého katapultu. Na tento úspěch navázal dalším „poprvé“ 19. května, kdy předvedl manévr „přistaň a vzleť“, kdy se letoun podvozkem dotkl paluby lodi USS George Bush a vzlétl. 10. července pak X-47B vzlétl z letecké základny v Patuxent River a přistál na palubě letadlové lodi USS George Bush. Zvládl to jako první bezpilotní letoun s využitím záchytného háku. K potížím při přistání na palubu letadlové lodi došlo při třetím pokusu o přistání. Kdy navigační počítač letounu detekoval chybu. Letoun pak přistál na náhradním letišti ve Wallop ve Virginii. Tento incident přerušil testování X-47B. Přestože byla plánována další série testů uvažovalo se o předání letounům do muzeií a k dalším plánovaným testům měla být použita jiná letadla, která by využívala software napsaný pro X-47B, došlo k obnově letů letounu X-47B.
Program letounu byl hodnocen úspěšně protože se mu podařilo splnit stanovený cíl přistát a vzlétnout z paluby letadlové lodi. Nevyšla ani čtvrtá zkouška přistání na palubu lodi. V září 2013 měla být ukončena vládní finanční podpora pro letouny X-47B.
Data získaná pomocí letounu X-47B měla posloužit pro stanovení cílů programu Unmanned Carrier-Launched Airborne Surveillance and Strike (UCLASS).
Dne 10. listopadu 2013 začalo pokračování testování letounu na palubě USS Theodore Roosevelt (CVN-71). Během této fáze bylo testováno digitalizované prostředí pro řízení X-47B, například mezi bezpilotním letadlem a personálem nosiče během startu, příprav a letových operací. Zkoušky na USS Theodor Roosevelt v roce 2014 byly určeny k testování schopnosti bezpilotního letadla rychle vzlétnout, přistát a udržet se v řadě mezi pilotovanými letadly, aniž by došlo k narušení provozu letadlového nosiče. Poprvé byl také použit deflektor na palubě, který umožnil vzlet letounu bez dopadu na činnosti posádky za deflektorem.
Při těchto testech se prokázalo, že provozování letounu nijak nebrzdí normální činnost letadlové lodi. Přispěla k tomu skutečnost, že u letounu byl aktualizován software. Příznivě se také projevily modifikace letounu, které zkrátily dobu přesunů na letové palubě.
10. dubna 2014 absolvoval letoun první noční let.
Letoun také dokázal v dubnu 2015 prokázal schopnost dotankovat si autonomně palivo za letu.

## Konec programu
V srpnu 2017 byl zachycen na snímku jeden upravený letoun X-47B, který nesl podvěsné tankovací zařízení. Měl sloužit jako testovací platforma pro soutěž na bezpilotní vzdušné tankery MQ-25A Stingray. Společnost Northrop Grumman se v říjnu roku 2017 ze soutěže stáhla. Tuto soutěž o zakázku námořnictva nakonec vyhrála společnost Boeing s typem MQ-25 Stingray.
Jeden letoun X-47B byl vyfotografován pod střechou hangáru v roce 2020 na letecké základně Palmdale 42. Nedaleko od něj v jiném hangáru je zachycen jeho předchůdce X-47A.

## Cena
Z počátku byla stavba a vývoj X-47B financovány z kontraktu v hodnotě 635,8 miliony dolarů. Tento kontrakt vznikl v roce 2007. V lednu roku 2012 se cena za program zvedla na 813 miliónů dolarů. Vládní financování X-47B mělo skončit roku 2013, kdy se uvažovalo, že letouny po námořních zkouškách na palubě USS George HW Bush (CVN-77) budou předány do muzeí v Marylandu a na Floridě.. V červnu 2014 však společnost Northrop Grumman získala od námořnictva dalších 63 miliónů dolarů na "post-demonstrační" vývoj X-47B.

## Ocenění
X-47B získal cenu laureáta za mimořádné úspěchy. Toto ocenění bylo uděleno 6. března 2014 National Building Museum ve Washingtonu D.C.
Aviation Week v březnu 2014 vyhlásil laureátem ceny za mimořádné úspěchy v letectví.
Letoun získal Collier Trophy za rok 2013 od National Aeronautic Association (NAA), cena byla udělena v dubnu roku 2014.

## Využití výsledků vývoje
Software vyvinutý pro X-47B, který měl na starost autonomní let při doplňování paliva byl pro účely zkoušek použit i v letounu Learjet 25B, který tankoval z letounu Boeing 707. Přestože na palubě Learjetu byl pilot, Learjet letěl autonomně. Tyto zkoušky začaly 28. srpna 2013 u Niagárských vodopádů.

## Specifikace
Technické údaje
- Rozpětí křídel: 18,92 m (62,1 ft)
- Délka: 11,64 m (38,2 ft)

Northrop Grumman X-47B nákres

- Maximální vzletová hmotnost: 19 958 kg (44 000 lb)
- Pohonná jednotka: Pratt & Whitney F100-PW-220U

Výkony
- Dostup: 12 192 m (40 000 ft)
- Dolet: 3 704 km (2 000 nmi)
- Maximální rychlost: Northrop Grumman uvádí, že letoun má dosahovat vysoká podzvukové rychlosti[2], dle jiných zdrojů má dosahovat rychlosti 0,45 Mach v nespecifikované výšce.[74][75]

Výzbroj
- 2× vnitřní pumovnice umožňující letounu nést výzbroj o hmotnosti 2 000 kg (4 400 lb)